# 钟离郡
钟离郡，中国东晋时设置的郡。
晋安帝时置，治所在燕县（北齐改名钟离县，在今安徽省凤阳县东北），属南兖州。辖境相当今安徽省凤阳县一带。隋朝开皇初年废。大业初年复置。唐朝武德年间改为濠州，天宝元年（742年）复为钟离郡，下辖钟离县、定远县、招义县，乾元元年（758年）又改为濠州。 
唐朝钟离郡太守
- 韦陟（749年）
- 董翼（751年）